# 北米爾頓凱恩斯 (英國國會選區)
北米爾頓凱恩斯（英語：Milton Keynes North），英國國會一郡選區，包括英格蘭東南部白金漢郡米爾頓凱恩斯北部。始設於2010年。
在2010年大選中保守黨的馬克·蘭開斯特以43.5%選票連任。